# Gramat
Gramat è un comune francese di 3 580 abitanti situato nel dipartimento del Lot nella regione dell'Occitania. Il suo territorio è bagnato dalle acque del fiume Alzou.

## Società

### Evoluzione demografica
Abitanti censiti